# Jeanne Bieruma Oosting

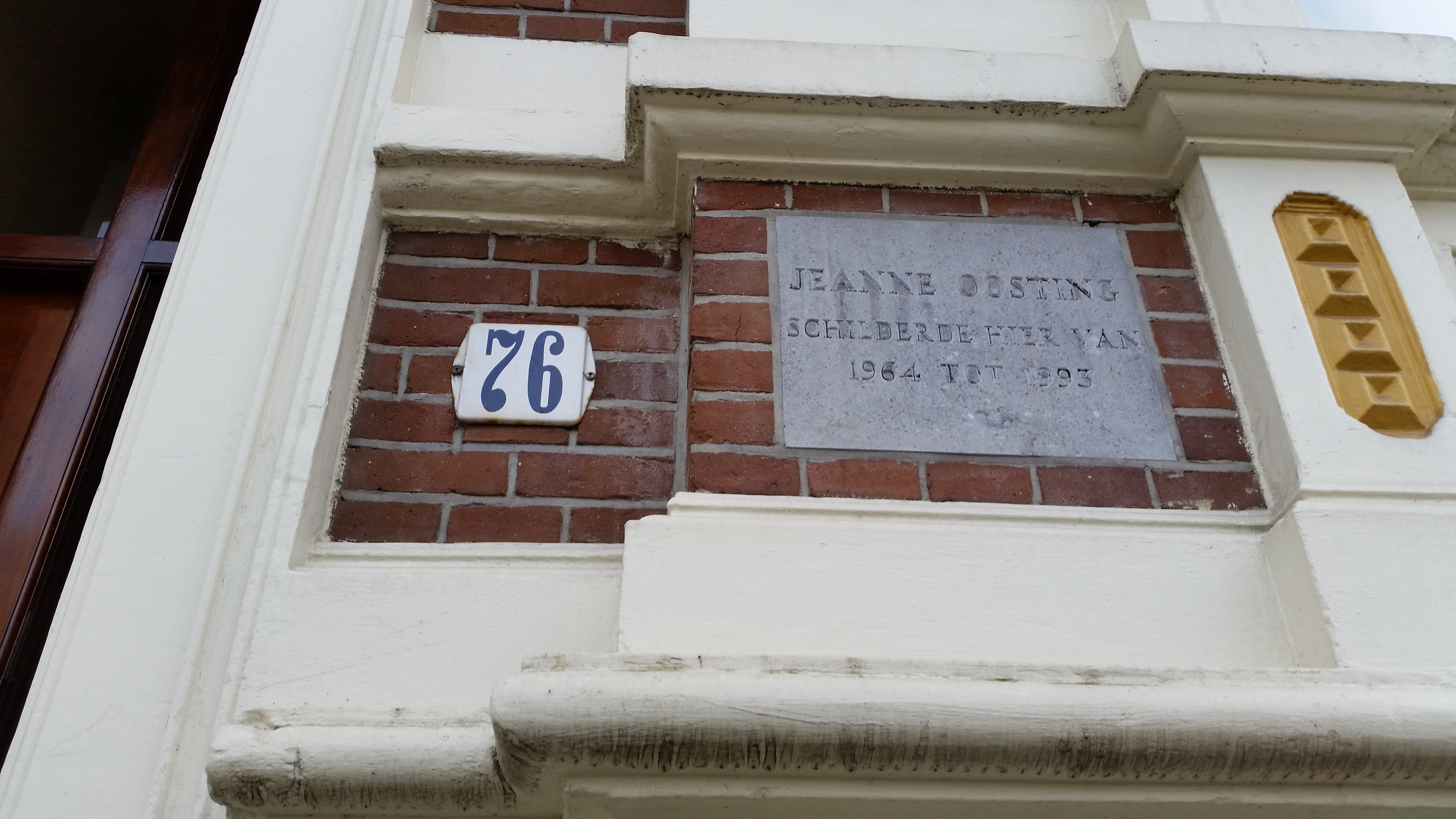
Plaquette Oosterpark 76, Amsterdam (februari 2020)

Adriana Johanna Wilhelmina (Jeanne) Bieruma Oosting (Leeuwarden, 5 februari 1898 – Almen, 14 juli 1994) was een Nederlandse aquarellist, beeldhouwer, etser, graficus, lithografe, illustratrice, glasschilder, kunstschilder, tekenares en boekbandontwerpster. Als grafisch kunstenares is zij vooral na de Tweede Wereldoorlog bekend geworden.

## Jeugd en opleiding
Jeanne Oosting werd in Leeuwarden geboren uit een voornaam Fries geslacht; ze bracht haar jeugd door in een regentenhuis aan de Wirdumerdijk en kreeg daar samen met haar zusje les van een huisonderwijzer. Ze begon al jong te tekenen. Op haar negende trok het gezin naar de buitenplaats De Cloese in Lochem; ze had daar zorgeloze jaren en bracht veel tijd door op de bijbehorende boerderij. Ook daar tekende ze veel; ze was ongeveer elf jaar toen ze van haar tante een aquareldoosje kreeg waarmee ze haar eerste landschapjes schilderde. De zomermaanden bracht ze door bij haar opa, op het Friese landgoed Lauswolt, te Beetsterzwaag, waar ze veel door de bossen zwierf. Als kind al had ze veel liefde voor de planten- en dierenwereld: 'alles wat veel pootjes, schubben of veren heeft (1988)'. Vanaf haar zevende leerde ze piano spelen, waar ze hartstochtelijk van hield.
Haar eerste schilderlessen kreeg ze rond haar 16e jaar van Marianne Bleeker te Lochem, waar ze tot 1918 leerde werken met olieverf. Daarna ging ze twee keer per week met de stoomtram naar Deventer om er les te krijgen van Paul Bodifée, met wie ze voor het eerst de natuur in trok en daar schilderde. Op haar eigen verzoek sturen haar ouders Jeanne naar een meisjeskostschool in Bloemendaal, waar ze goed leerde aquarelleren van Frits Grabijn. Daarna volgde ze een opleiding aan de School voor Kunst en Kunstnijverheid in Haarlem en bleef ze Grabijn nog opzoeken voor zijn lessen. Ze moest al deze stappen in opleiding zwaar bevechten, omdat haar ouders niets zagen in een kunstenaarschap, waarmee ze in hun ogen haar huwelijkskansen zou verspillen. Daarna trok Jeanne naar Den Haag om les te krijgen van Albert Roelofs, de zoon van de Haagse School-schilder Willem Roelofs en een jaar later van Willem van Konijnenburg die haar de principes bijbracht van compositie, constructie en anatomie. Daarnaast volgde ze lessen op de Koninklijke Academie van Beeldende Kunsten in Den Haag.

## Leven en werk

### Parijs
Aangemoedigd door de beeldhouwster Charlotte van Pallandt vertrok zij in 1929 tegen de wil van haar ouders naar Parijs waar zij in totaal elf jaar zou doorbrengen. Het werden jaren van een krap maatschappelijk bestaan - haar ouders waren erg terughoudend in financiële steun - en van straffe werkzaamheid, maar ook onderging ze de sterke belevenis van het grotestadsleven. Vriendschap en collegialiteit vond ze daar in de kring rond Conrad Kickert die elke woensdagavond bijeen kwam; daar kwamen o.a. Wim Oepts, Van Pallandt, Mena Loopuyt en Gerard Hordijk van wie ze al gauw tijdelijk zijn atelier kon huren. Ze volgde nog tijdelijk lessen bij André Lhote en modeltekenen bij Mariëtte Lydis. Doorslaggevend voor haar latere grafische werk was de ontdekking van het atelier van Stanley William Hayter op Montparnasse, die haar alles van het etsen en van allerei nieuwe druktechnieken bijbracht.
Haar grafiek uit die jaren gaf zij uit in een groot aantal mappen, waarvan de titels veelzeggend waren voor haar situatie en beleving: 'Solitudes', 'Visions et Fantômes', 'L'amour et la mort', 'Rêves et Réalités', 'L'Opéra' en 'Les Fleurs du Mal'. Het zijn litho's met groot formaat taferelen van schemerige, romantische aard, soms met een dramatische sfeer, die een unieke plaats innemen in haar gehele oeuvre. Als schilderes begon zij al op te vallen; zij exposeerde in Nederland in diverse salons. Ook in Nederland werden deze werken deels vertoond, mede op voordracht van kunstcriticus Albert Plasschaert, aan wie ze nog een serie heeft opgedragen. In 1937 won zij een bronzen medaille op de wereldtentoonstelling in Parijs voor haar schilderij Landelijk Sextet, van een groepje spelende muzikanten in een bos. In de vakanties ging ze altijd terug naar haar ouders in Beetsterzwaag waar ze telkens opnieuw het gevecht met haar vader moest aangaan.
In Parijs tekende ze vaak in de Jardin des Plantes en schetste er de mensen op straat en in de kroeg. Ook schetste ze regelmatig in circus Medrano, aan de Opera; haar indrukken en schetsen verwerkte ze op het atelier waar haar oeuvre gestadig groeide. In april en mei trok ze naar het Parc du Luxembourg of naar de omgeving van Parijs om er te schilderen. Het was de naderende oorlog die haar in het voorjaar van 1940 dwong om Parijs te verlaten; ze trok tijdelijk naar het zuiden van Frankrijk, maar wist daarna naar Nederland terug te komen, waar ze zich vestigde in De Jordaan te Amsterdam.

### Amsterdam
Tot 1944 woonde ze in de Jordaan maar ontvluchtte toen de hongerwinter en trok tijdelijk naar Lauswolt. Na de oorlog betrok ze een pand aan de Herengracht dat ze in 1960 moest verlaten. In 1955 - na de dood van haar moeder - kon ze het zich permitteren een eigen buiten te kopen in Almen, dichtbij Zutphen, waar ze tijdens de zomers en de vakanties verbleef. In Amsterdam kocht ze in 1968 een pand met uitzicht op het Oosterpark, omdat ze inmiddels gehecht was geraakt aan de buurt rondom het Tropenmuseum. Daar schilderde ze nog tot haar negentigste de directe omgeving, de bloemen, voorwerpen uit haar huis, de grote tuin in Almen, maar vooral het Oosterpark zelf, dat ze door haar raam kon zien liggen. Op Oosterpark 76 is een plaquette aangebracht met de mededeling dat ze er werkte van 1964 tot in 1994.

### Kunstenaarskringen
Vanaf 1927 al was zij lid van de Nederlandsche Vereeniging voor Ambachts- en Nijverheidskunst. Haar latere lidmaatschappen van de Hollandse Aquarellistenkring vanaf 1945, Pulchri, De Grafische (Vereeniging tot Bevordering der Grafische Kunsten) vanaf 1945, De Zeester vanaf 1950, Arti et Amicitiae vanaf 1955 en de Nederlandse Kring van Tekenaars, boden haar veelvuldig gelegenheid tot exposeren. Op de ledenvergaderingen was ze meestal present; ze toonde zich actief tijdens de vergaderingen, het inrichten van tentoonstellingen en bij de openingen van de exposities. Ze was goed in staat om haar mening of zo nodig een stevig oordeel onomwonden te verwoorden. Ze was scherp en alert, maar ook erg fideel in haar collegiale lof. Haar aanwezigheid was prominent, haar dictie staccato en, evenals haar handschrift, gehaast. Ze was druk bezet, maar efficiënt in haar tijdsbesteding (Bel me 's morgens voor achten, anders stoort 't in 't werk). De avonden waren voor opera, muziek en toneel. Haar levensinstelling was positief, wat duidelijk werd in haar correspondentie met Ida Gerhardt, die haar daarom benijdde en wier grimmigheid daar scherp mee contrasteerde.

### Verwantschappen
Jeanne Bieruma Oostings belangstelling en voorkeur voor andere eigentijdse kunstenaars blijkt uit de door haar nagelaten werken die ze van hen, verspreid over een lange periode, heeft aangekocht. Voor zover het haar eigen generatiegenoten betreft zijn dat werken van o.a. Jan van Heel, Dirk van Gulik, Kees Verwey, Theo Kurpershoek, Joop Sjollema (die haar ook portretteerde), Herbert Fiedler, Jan Wiegers, Theresia van der Pant, Charlotte van Pallandt, Bob Buys, Ina Hooft en Lena Loopuit.

## Werk
Jeanne Bieruma Oosting's oeuvre vertoont vanaf ca. 1940 een vrij homogeen beeld en dit werk is ook het meest bekend geworden. Het is meestal werk dat direct uit de eigen waarneming is ontstaan. Haar thematiek is 'dicht bij huis'.
Zij vervaardigde schilderijen, aquarellen en grafiek met als onderwerp, bomen, interieurs, landschappen, berglandschappen, portretten, zelfportretten, figuurvoorstellingen, stadsgezichten, stillevens, bloemstillevens, vruchtenstillevens en tuinen. Bovendien maakte zij onder meer ontwerpen voor boekbanden, boek- of stofomslagen, ontwerpen voor glas-in-lood, exlibrissen en postzegels.

### Grafiek
Ze is met name bekend geworden om haar grafische werk, als een van de vernieuwers van de Nederlandse grafische kunst van de twintigste eeuw. Het was bij de grafische kunstenaar in Parijs Stanley William Hayter waar ze voor de oorlog allerlei nieuwe varianten van de grafiek leerde, buiten de al opgedane gebruikelijke grafische technieken die ze in Nederland had verworven. Bij hem leerde ze wat de etskunst betreft een geheel nieuw domein, van het toepassen van 'vernis mou' en aquatint tot nieuwe mogelijkheden als blinddruk en reliëfdruk, waarbij vooral ook het zelf drukken een belangrijke rol speelde. Ook raakte ze door hem vertrouwd met de mogelijkheden van kleurgrafiek, waar ze zich overigens aarzelend en pas laat aan overgaf. Na de oorlog keerde zij nog vaak naar hem terug voor een nieuwe studieperiode.
Zelf schreef ze over haar drukkunst:
 'Het zich begeven in het rijk der grafiek eist een kolossale discipline. Het is zó boeiend, dat het uitgroeit tot een hartstocht. Een grote Krause-pers bekijk ik met de verliefde blik van een concertpianist die ergens een grote Steinway ziet staan... ..Wat in de plaat zit moet eruit gehaald worden en ik stel me voor dat Chopin zijn eigen nocturnes beter speelde dan ieder ander, dus ik druk mijn etsen zelf en laat dit niet aan anderen over.
De nooit geheel te controleren factor van de mechanische kant van het drukken maakt het drukken tot een soort passie. Moreel zet deze arbeid je continueel op de tocht door de onzekerheid van het te verwachten resultaat. Maar als dan eindelijk zo'n verse druk, fluwelig zwart op roomkleurig papier ten slotte langzaam en plechtig onder de rol te voorschijn komt en het resultaat werkelijk bevredigend is, voel ik me moe, vies en gelukkig.(voor 1979)

### Schilderen
Als schilder en als aquarellist is Jeanne Oosting veel minder bekend geworden, omdat haar schilderijen en aquarellen weinig vernieuwingen in thema, vorm en techniek laten zien. Ze volgde het bestaande pad van het stilleven, het landschap het portret en het interieur.
Het portretschilderen is voor haar altijd een nevenactiviteit geweest en deels in opdracht gedaan. Haar schilderijen bestaan voor het grootste deel uit stillevens van allerlei aard; bloemen die zijn gerangschikt in vazen, of nog in het papier, vruchten op fruitschalen of uitgestald op tafel. Ze vond vaak haar voorwerpen in eigen huis: een fles of een glas, een Chinese kom van porselein, een mes, een theedoek, of een paar boeken. Geleidelijk verliet ze in haar stillevens de monochrome kleuren; na de oorlog begon ze breder te schilderen en haar doeken worden kleurrijker en zonniger; vooral haar bloemstillevens krijgen dan meer kracht en uitstraling.
Voor haar latere olieverfschilderijen geldt sterk dat de vorm uit de kleur ontstond; dit heeft soms als gevolg dat de voorwerpen daardoor meer in het vlak dan in de ruimte komen te staan. Ze verwoordde zo haar eigen opvatting over kleur:
 'Een kleur wordt gemaakt door zijn buren [in het schilderij]. De eerste toets die een schilder op zijn doek zet, bepaalt de toonsoort, waarin het schilderij zal worden geschilderd. De eerste aanzet, het eerste halve uur is van het allergrootste belang.. ..het bepaalt de constructie, de schaal, de compositie, de toonaard en de toonwaarden. Al het daaropvolgende is de orkestratie van de kleuren en het doseren van de valeurs [waardes], de speling van licht en donker en het lijnenspel. (voor 1979)

## Galerij van haar werken (selectie)

Zelfportret (1939)
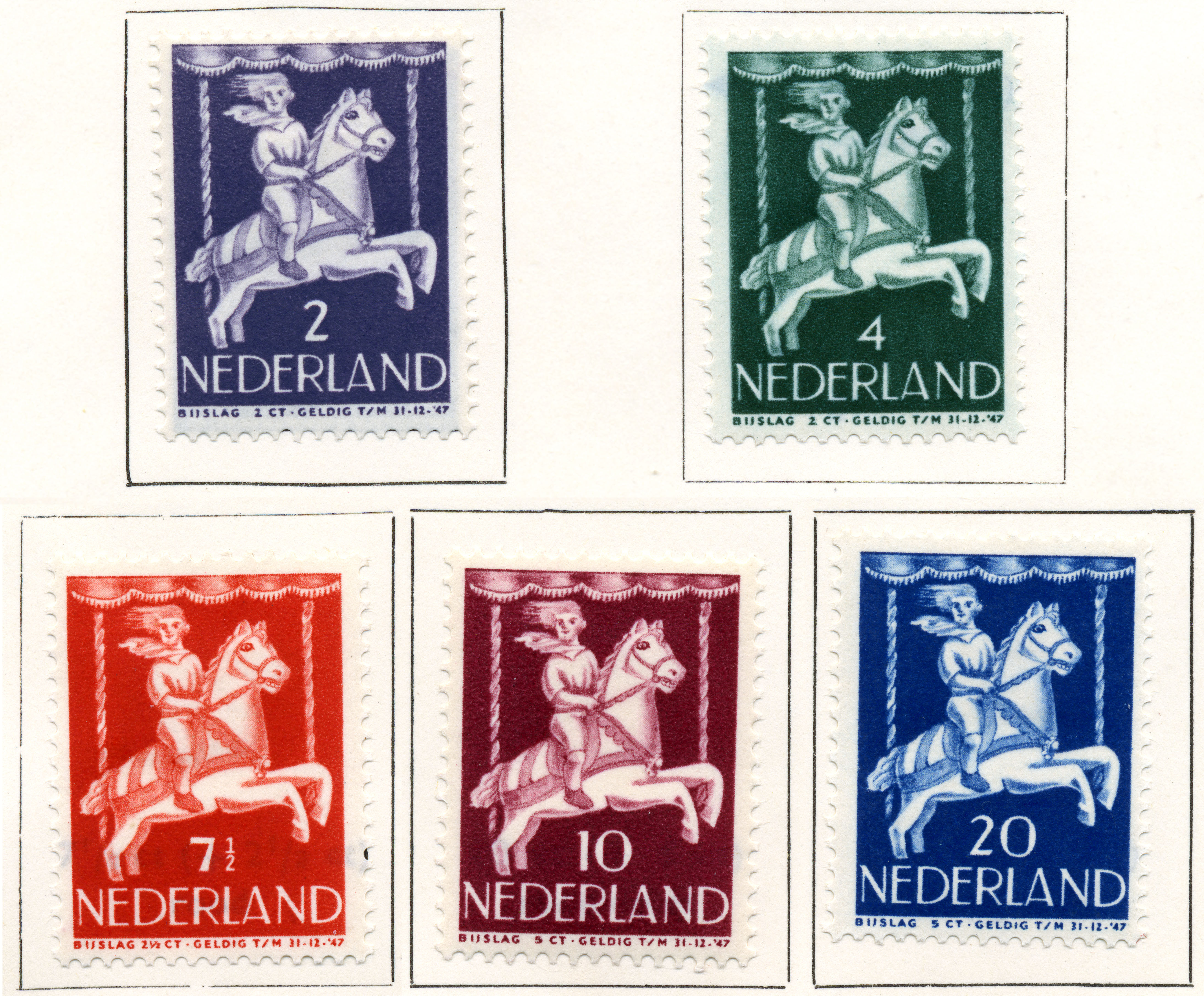
Postzegels van kind te paard in draaimolen (1946)
Gele bladeren (1972)
Portret van Marie Anne Tellegen (1973)

## Prijzen
Zij was Ridder in de Orde van Oranje Nassau; ze won bovendien de schildersprijs van Friesland in 1943, een eerste internationale vredesprijs en de Arti-medaille in 1971.

## Werk in openbare collecties (selectie)
- Rijksmuseum Amsterdam, Amsterdam[6]
- Museum Maassluis, Maassluis
- Fries Museum, Leeuwarden

## Jeanne Oosting Prijs
In 1970 stelde zij financiële middelen beschikbaar voor de inrichting van de Jeanne Oosting Prijs, die elk jaar twee oeuvreprijzen uitreikt aan kunstschilders die werken in figuratieve stijl. Sinds 1994 wordt deze prijsuitreiking voortgezet door de Jeanne Oosting Stichting.

## Publicaties over Bieruma Oosting
- Jolande Withuis: Geen tijd verliezen. Jeanne Bieruma Oosting 1898-1994. Amsterdam, De Bezige Bij, 2021. ISBN 9789403151014
- Kuyvenhoven, F. (2010) Index Nederlandse beeldende kunstenaars, kunstnijveraars en fotografen. ISBN 978-9072905550
- Pieter Jonker en Peter Kooij: Jeanne Bieruma Oosting en de prentkunst. Oosterwolde, Stichting Nobilis, 2022. ISBN 978 94 90847258

- Biografisch Portaal: 24868595
- Digitale Bibliotheek voor de Nederlandse Letteren: bier041
- Gemeinsame Normdatei: 1173124012
- International Standard Name Identifier: 0000 0000 7883 1083
- Library of Congress Control Number: n80076555
- Nationale Bibliotheek van Tsjechië: jo20231201588
- Nederlandse Thesaurus van Auteursnamen: 069898316
- RKD-Nederlands Instituut voor Kunstgeschiedenis: 8203
- Système universitaire de documentation: 192408755
- Union List of Artist Names: 500069731
- Virtual International Authority File: 52987946
- WorldCat: E39PBJht7f3hcX7JtwCdmY8pyd